# Martín López-Zubero
Martín López-Zubero Purcell (* 23. dubna 1969, Jacksonville, Florida) je bývalý plavec, olympijský vítěz a mistr světa. Narodil se v USA, reprezentoval ale Španělsko, má dvojí občanství. Pochází z plavecké rodiny - jeho bratr David López-Zubero vybojoval bronzovou medaili na 100 m motýlek na olympijských hrách 1980, závodně na mezinárodní úrovni plavala i sestra Julie.

## Sportovní kariéra
Studoval a trénoval na University of Florida a závodil na americkém univerzitním mistrovství, kde získal čtyři tituly. Třikrát reprezentoval Španělsko na olympijských hrách - při premiéře na olympiádě v Soulu 1988 se do finále neprosadil, o tři roky později - v roce 1991 se ale stal mistrem světa na 200 metrů znak a na stejné trati zvítězil i na olympijských hrách 1992 před "domácími" diváky v Barceloně. V roce 1994 zvítězil na mistrovství světa na poloviční znakařské trati a na dvoustovce byl druhý. Na své třetí olympiádě - v Atlantě 1996 skončil těsně pod medailovými stupni - na znakařských tratích byl čtvrtý a šestý. Je také pětinásobným mistrem Evropy a v letech 1991 až 1999 držel světový rekord na 200 metrů znak. Po ukončení aktivní kariéry zůstal u plavání jako trenér, žije v USA.

## Mimořádné úspěchy a ocenění
- dvojnásobný světový rekordman na 200 m znak v dlouhém bazénu, rovněž dvojnásobný rekordman v krátkém bazénu
- člen Mezinárodní plavecké síně slávy od roku 2004

## Osobní rekordy
- 100 m znak:
- 200 m znak: 1:56,57 (1991, Tuscaloosa, USA)